# Hiärneïta
La hiärneïta és un mineral de la classe dels òxids que pertany al grup de la calzirtita. Rep el nom d'Urban Hiärne (1641-1724), un pioner de la geologia sueca.

## Característiques
La hiärneïta és un òxid de fórmula química Ca₂Zr₄Mn3+SbTiO16. Cristal·litza en el sistema tetragonal. La seva duresa a l'escala de Mohs és 7.
Segons la classificació de Nickel-Strunz, la hiärneïta pertany a «04.DL - Minerals òxids amb proporció metall:oxigen = 1:2 i similars, amb cations grans (+- mida mitja); estructures del tipus de la fluorita» juntament amb els següents minerals: cerianita-(Ce), torianita, uraninita, zirkelita, calzirtita i tazheranita.

## Formació i jaciments
Va ser descoberta a Långban, a dins del municipi de Filipstad, a Värmland, Suècia. Es tracta de l'únic indret en tot el planeta on ha estat descrita aquesta espècie mineral.